# Grammitis sinuosa
Grammitis sinuosa là một loài dương xỉ trong họ Polypodiaceae. Loài này được A.R. Sm. mô tả khoa học đầu tiên năm 1990.